# Кирения
Кирения (на гръцки: Κερύνεια; на турски: Girne) е град в северната част на Кипър, на територията на непризнатата Севернокипърска турска република. Известен е с древното си пристанище и замъка. През 1974 г. е превзет от турците по време на Турската окупация на Кипър. Някога населен основно с кипърски гърци, днес по-голямата част от населението на града се състои от кипърски турци и заселници от Турция.

## История

### Праистория и античност
Кирения съществува от края на Троянската война, която тук се заселват много хора от Ахея и Пелопонес и създават няколко селища в областта. Археологическите разкопки показват наличие на селища на територията на Кирения още от неолита, от 5800-3000 г. пр.н.е. Открити също много микенски и ахейски гробове, датирани от 14-6 век пр.н.е. Приятният климат, плодородната почва и голямото наличие на вода са идеални условия за първите заселници в Кирения.
Смята се, че основател на града е Цефей от Аркадия. Той е военачалник, акостирал на северния бряг на Кипър заедно с много заселници от различни градове в Ахея. Друг подобен град, намиращ се близо до Егио на полуостров Пелопонес, също носи името Кирения (Керинея). Източно от града се намира „брегът на ахейците“, където Страбон пише, че Тевкър акостира и основава царство Саламин след Троянската война.
Първото писмено споменаване на Кирения, заедно със седем други града в Кипър, е в египетски йератически текст от времето на фараон Рамзес III (1125 – 1100 г. пр.н.е.).
От началото на съществуването си като селище, Кирения печели много от морска търговия, което се осигурява от близостта ѝ до брега на Мала Азия. Корабите отплават от Егейските острови, пътуват край малоазийската брегова линия и скоро след това акосторат в пристанищата на Кирения или Лапитос. Този оживен морски път (4 – 3 век пр.н.е.) се потвърждава с древно корабокрушение, открито от археолога Андреас Кариолу през 1965 г. близо до пристанището. Морският път Самос-Кос-Родос-Мала Азия-Кирения показва търговските връзки на града с другите гръцки царства в Средиземноморието.
По време на наследствената война между Птолемей I и Антигон след смъртта на Александър Македонски през 323 г. пр.н.е. Кирения попада под властта на царство Лапитос, което се съюзява с Антагонийската династия. Диодор Сицилийски пише, че Птолемей пленява Праксип, цар на Лапитос и Кирения. След като Птолемейската династия завзема острова, всички градове-царства са изоставени. Кирения обаче продължава да просперира заради морската търговия. През 2 век пр.н.е. той е един от седемте града на о. Кипър, които правят дарения на Оракула в Делфи, който има специални представители, чиито задължение е събирането на дарове. Развитието на града е видимо от двата храма на Аполон и Афродита и от богатото археологическо находище от Елинистичния период в рамките на Кирения.
Римляните превземат Кипър от Птолемеите и по това време Лапитос става център на провинцията. Многото открити гробове и богатите археологически находища от този период показват, че по това време Кирения продължава да бъде голям и проспериращ град. В основата на варовикова статуя е открит надпис от 13-37 г. сл. Хр. в който е споменат „народът на Кирения“. Римляните построяват в града крепост с вълнолом, който позволява на корабите да акостират в пристанището спокойно.
Християнството бързо се разпростронява в областта. Първите християни-мъченици използват кариерите в Хрисокава, точно до замъка, като катакомби и каменни гробища. Те са най-важните археологически обекти от този период край Кирения. По-късно някои от тези кариери се превръщат в църкви с красиви икони, най-отличителната от които е „Айя Маври“. Оттогава още Кирения е център на епархия. Един от първите епископи, Теодот, е задържан и измъчван между 307 и 324 г. по времето на император Лициний. Въпреки че гоненията на християните официално са спрени през 313 г., когато император Константин I Велики и неговия съимператор Лициний приемат Миланския едикт, който дава подкрепа на християнството на територията на Римската империя и свобода на вероизповедания, мъченичеството на Теодот свършва чак през 324 г. и църквата днес го почита на 2 март.

### Средновековие
След като Рим се разделя на Западна и Източна империя през 395 г., Кипър попада под византойско владичество и под религиозния авторитет на Православната църква. Византийците доукрепват римската крепост и през 10 век в рамките ѝ е построена църква, посветена на Свети Георги, в която се молят войниците от гарнизона. След като през 806 г. Ламбуса е разрушена от арабските нашествия, Кирения става още по-важна, защото крепостта и гарнизона осигуряват защита на жителите. Последният византийски губернатор на Кипър е Исак Комнин Кипърски. Той се барикадира със семейството и съкровищата си в замъка когато през 1191 г. крал Ричард Лъвското сърце му обявява война и впоследствие става господар на острова.
Управлението на Ричард не е прието сърдечно сред местните и затова той предава Кипър под властта на Тамплиерите, а те през 1192 г. го продават на Ги дьо Лузинян. Под властта на кръстоносците селата около Кирения стават феодални имоти и градът отново става административен и търговски център на областта. Лузиняните разширяват замъка, построяват стени и кули около града и построяват още укрепления край пристанището. Те уголемяват и византийските замъци Свети Иларион, Буфавенто и Кантара, които, заедно с Киренийския замък, предпазват града от морски нападения. Замъкът в Кирения често е ябълката на раздора между кръстоносните крале в Светите земи и дори предизвиква конфликт с Генуа. Той е обсаждан много пъти, но никога не се предава.
През 1489 г. Кипър е завладян от Венецианската република. Венецианците преустройват Киренийския замък с цел да издържи на атака от барутни оръдия. Кралската резиденция и три от четирите тънки и високи кули на кръстоносците са съборени, а на тяхно място са построени дебели кръгли кули, които по-добре издържат на оръдеен огън. Тези нови кули никога не се изявяват, а през 1571 г. градът се предава на османската армия.

### Османско владичество
По време на османското владичество Кирения става център на един от първо четирите, а по-късно шестте вилаета на територията на Кипър и продължава да е административен център на острова. Благоденствието му спада когато тук е поместен гарнизон. Християнското население е изгонено от замъка и никой, освен артилеристите и семействата им, няма праводо да влиза там. Войниците грабят и убиват жителите на града и на съседните села, независимо от религията им. Единствените местни, които решават да останат, са рибарите и търговците, чието препитание е свързано с морето. Те строят домовете си извън стените на замъка, който с времето, поради липсата на поддръжка и занемаряването, се превръща в развалини. Останалите жители се местят в област, известна като Пано Кирения или Риатико (това име отбелязва, че е принадлежала на цар) или в близките планини, където основават селищата Термея, Каракуми, Казафани, Белпаис и Карми.
Градът преживява пак възход, когато местните турски управници са склонени с помощта на подкупи и дарове да позволят търговията с Мала Азия и Егейските острови. През 1783 г. е ремонтирана църквата „Хрисополитиса“. През 1856 г., когато е издаден Хатихумаюна, който дава по-голяма религиозна свобода на народите в Османската империя, на скалист връх с изглед към морето е построена църквата „Свети Архангел Михаил“. Скоро градът и близките селища възвръщат християнското си население. Местната земеделска и морска търговия, особено износа на рожкови за Мала Азия, обуслава добрия живот на местните. Някои от тях дори успяват да изучат децата си и да участват в културни мероприятия.

### Британско владичество
През 1878 г., след тайно споразумение между правителствата на Британската и Османската империя, остров Кипър е предаден на Великобритания като военна база в Средиземноморието. В началото британците не правят особени административни промени и Кирения си остава седалище на окръг. През проход в Киренийската планина е построен път, свързващ града със столицата на острова Никозия. Пристанището е възстановено и разширено за увеличаване на търговията с отсрещния малоазиатски бряг. Оправена е общинско-административната система на града и общинският съвет заема важна роля в почистването и модернизацията му. През 1893 г. с дарения и частно финансиране е построена болница. През първото десетилетие на 20 век Кирения е бързо развиващ се малък град с нова училищна сграда, собствен вестник, обществени, образователни и спортни клубове. Също така е любимо място за почивка на богатите семейства на Никозия. Много домове се превръщат в пансиони или отдават стаи под наем. През 1906 г. край морето е построен първият хотел – „Актеон“. През тези първи десетилетия на британското управление обаче има и периоди на икономически несгоди за населението. Високите данъци, честите периоди на недоимък и световната икономическа криза довеждат до масова емиграция първо към Египет, а после и към САЩ.
През 1922 г. Кирения отново става седалище на митрополия след завършването на новата митрополитска сграда. През същата година Гръцко-турската война довежда до спад в търговията с отсрещния бряг и сериозна икономическа криза. Тогава идва Костас Кацелис, младеж, завърнал се от САЩ, построил първите съвременни хотели в града, „Хотел Сийвю“ през 1922 г. и „Хотел Доум“ през 1932 г., с цел да привлече чуждестранна клиентела. Мекият климат на Кирения, живописното пристанище, панорамите, които събират море, планини и растителност и модерните удобства скоро привличат много посетители и икономиката на града се съживява чрез туризма. След Втората световна война той остава любимо място за почивка на никозийците и чужденците. Тук се заселват и много британци.

### Независим Кипър
През 1960 г. Кипър извоюва независимостта си от Великобритания. Междуетническият конфликт между гърците и турците на острова през 1963-64 г. отново спира развитието на града. Макар че спречкванията в самата Кирения са малко, турските бойци блокират пътя Кирения-Никозия и се заселват в замъка Свети Иларион. Въпреки тези перипетии, икономиката на града процъфтява през 60-те и 70-те години на 20 век. Построено е ново кметство и е създаден етнографски музей. Останките от древното корабокрушение са събрани и заедно с всичките съкровища са изложени в постоянна експозиция в градския замък. Създават се все повече хотели и през 70-те години е построен нов път за Никозия от изток. Културните дейности в града стават все повече. Освен ежегодните културни и религиозни празници, в града се провеждат изложби на цветя, регати, концерти и театрални представления. От един от най-малките градове в Кипър Кирения се превръща в най-развития град в страната.
Населението на града – гърци, турци, маронити, арменци и англичани, мирно съжителстват в ежедневните си работи и градът се разраства извън двата исторически квартала Като (Долна) и Пано (Горна) Кирения. В полите на планината се създава новият квартал „Калифорния“, който почти достига селцата Термея, Каракуми и Айос Георгиос.
През 1974 г. в окръг Кирения има 47 села. 83 % от населението са гърци и маронити, а турците са само 15 %.

### Турска окупация
На 20 юли 1974 г. турските въоръжени сили започват операция Атила, турската окупация на Северен Кипър, след военен преврат в страната. Кипърските гърци са изгонени от домовете си в Кирения и другаде в северната част на острова от турските войски, насочили се към днешната Зелена линия. В същото време кипърските турци изоставят домовете си на юг и тръгват към линията.
Общността на изгонените кипърски гърци на Кирения не изчезва. С голяма помощ от общината и етническото общество изгнаниците си продължават работите на север от Никозия. Те също така могат да гласуват на местните избори. Митрополитът на Кирения продължава да ръководи религиозните дейности в града. Празнуват се всички традиционни религиозни и културни празници. В последните години се наблюдава завръщане на гръцкото население в града.

## Пристанище
През най-натоварения си период Киренийското пристанище е заобиколено от складове, в които се съхраняват плодове от селските райони, които чакат да бъдат транспортирани. Днес то е използвано по-скоро за туристически цели и околните сгради са най-вече ресторанти с външни маси край морето. Пристанището е много оживено през лятото, когато се наблюдава най-големият туристически поток. Оттук ежедневно се правят пътешествия с лодки до Карпасия. По-голямо пристанище на няколко километра от центъра на града отговаря за морската търговия и фериботите към Турция.

## Сгради
Замъкът Кирения се намира в източната част на града на много забележително място. Той съществува още от римско време и е използван от византийците, кръстоносците, венецианците, османците и британците. В него се намира църква от 12 век и музей на Киренийското корабокрушение. Замъкът има големи кръгли кули, построени от венецианците за по-добра издръжливост на оръдейни атаки.
В града има и музей на иконите, поместен в цъквата „Свети Архангел Михаил“. Недалеч от него се намират няколко гроба от 4 век, издялани в скалите. Зад пристанището са открити развалините на малка християнска църква, а в рамките на пристанището се намира кула, от която се е спускала верига, която е блокирала пристанището за врагове. Зад замъка, близо до автогарата, се намира англиканската църква „Свети Андрей“, отворена целогодишно.
Абатството в Белапаис, наречено „Мирният манастир“, се намира в близкото село Белапаис и е построено между 1198 и 1205 г. Главната сграда, която съществува днес, датира от 13 век, по времето на крал Юг III (1267-1284 г.), и е построена от френски монаси августинци. Пристройките около вътрешния двор и магерницата са построени по времето на крал Юг IV (1324-1359 г.). Тук се намира и древната православна църква „Света Богородица в бяло“.
Извън града се намира Киренийската планина, където са построени замъците Буфавенто, Свети Иларион и Кантара. По времето на Лузиняните Буфавенто става затвор под името „Шато дю Лион“ (Лъвският замък). Смята се, че там византийският деспот Исак Комнин Кипърски бяга след завладяването на Кипър от Ричард Лъвското сърце през 1191 г. Замъкът Свети Иларион, разположен на върха на планината, е най-високата точка в пейзажа на Кирения и е видим от много километри навътре в морето. Според историческите данни той е бил манастир в началото и е основан около 800 г. от монах на име Иларион, който избира това място за дом по време на отшелничеството си. По-късно, вероятно около 1100 г. манастирът е превърнат в замък. Най-източният е замъкът Кантара и както другите два вероятно е построен от византийците за да отблъсне арабските нападения на острова. Споменат е за първи път през 1191 г., когато Ричард Лъвското сърце превзема остров Кипър.

## Личности
- Петър VII, патриарх на Александрия
- Мехмед Али Талат, президент на Северен Кипър (2005 – 2010)
- Димитрис Христофиас, президент на Кипър (2008-)

## Галерия
- Нощен изглед към замъка Кирения
- Замъкът Кирения
- Пристанището
- Джамия в Кирения
- Вътрешният двор на абатство Белпаис
- Градина в абатството
- Площад в града
- Киренийската планина